# Raymond Hoorelbeke
Raymond Hoorelbeke né le 3 janvier 1930 à Auxi-le-Château (Pas-de-Calais) et mort le 15 avril 2022, à l'âge de 92 ans, à Doullens (Somme) est un coureur cycliste français, professionnel de 1954 à 1962.

## Palmarès
- 1952
  - 3e étape du Tour d'Île-de-France
  - 2e du Tour d'Île-de-France
- 1953
  -  Champion de France sur route amateurs
  - Paris-Noisy
  - 2e du championnat d'Île-de-France sur route
  - 2e de Paris-Briare
  - 2e de Paris-Reims
  - 2e de Paris-Stella-Plage
  - 2e du Trophée Simplex
- 1954
  - Grand Prix de Saint-Omer
- 1957
  - Poly Nordiste
  - 6e de Paris-Bruxelles
- 1958
  - 5ea étape du Tour d'Espagne (contre-la-montre par équipes)
- 1959
  - Poly Nordiste

## Résultats sur les grands tours

### Tour de France
8 participations
- 1954 : 35e
- 1955 : 31e
- 1956 : 40e
- 1957 : 19e
- 1958 : 57e
- 1959 : 29e
- 1960 : 48e
- 1961 : 70e

### Tour d'Italie
1 participation
- 1960 : 45e

### Tour d'Espagne
3 participations
- 1957 : 33e
- 1958 : 21e, vainqueur de la 5ea étape (contre-la-montre par équipes)
- 1961 : 33e

## Distinctions
- Médaille de la jeunesse, des sports et de l'engagement associatif, bronze (2016)[2]